# Mercat de les Flors

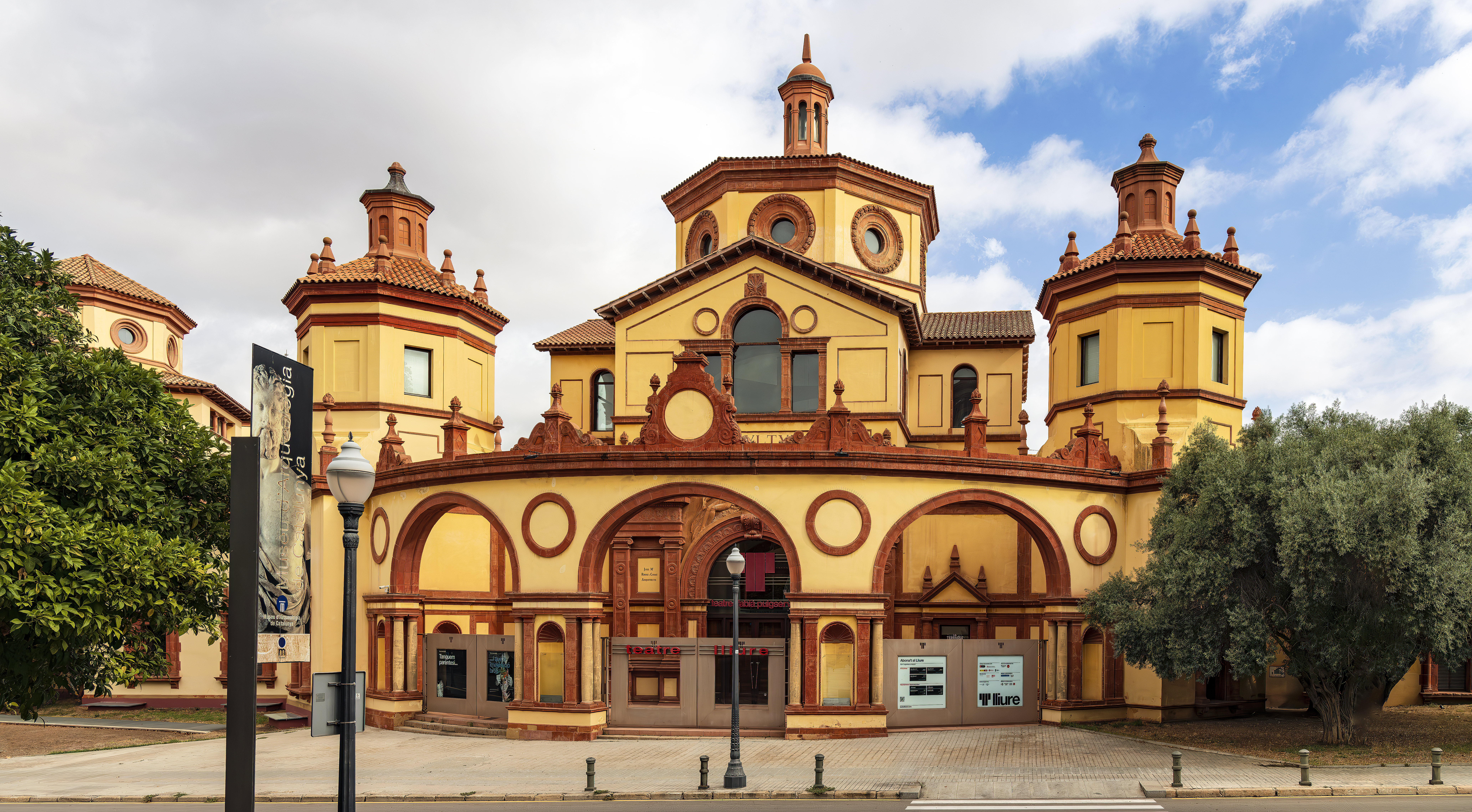
Mercat de les Flors, Außenansicht

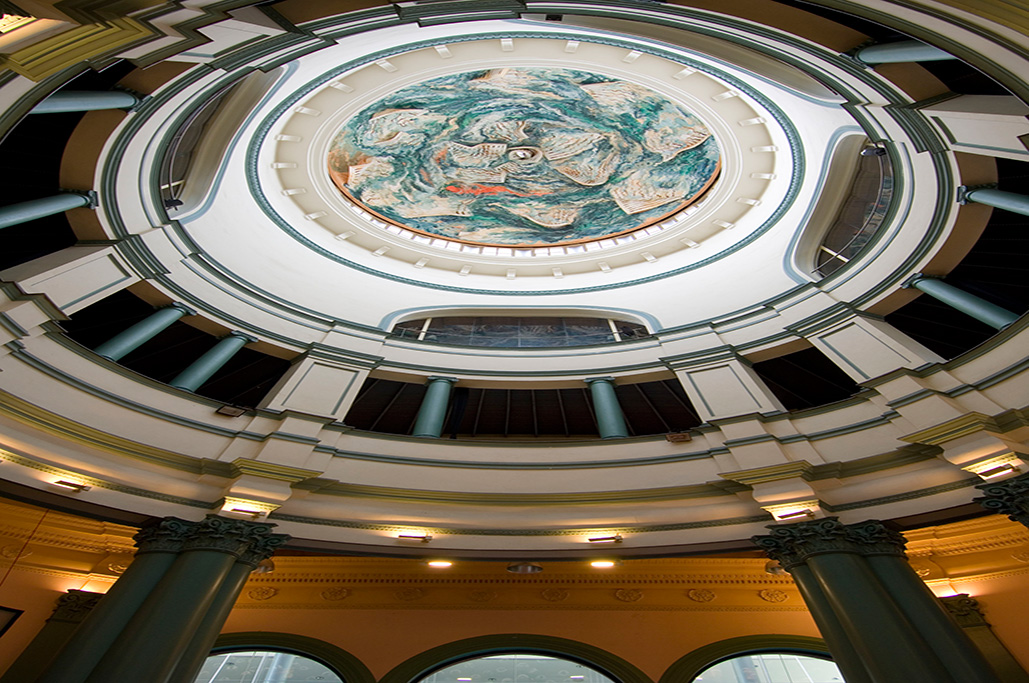
Kuppel, gestaltet von Miquel Barceló

Der Mercat de les Flors (katalanisch) oder Mercado de las Flores (kastilisch) ist ein städtisches Theater in Barcelonas Stadtteil Montjuïc. 

## Geschichte
Das Gebäude wurde 1929 anlässlich der Exposició Internacional de Barcelona erbaut. Danach beherbergte es jahrelang den Blumenmarkt der Stadt und erhielt so seinen Namen. 1983 kam der Bau in städtischen Besitz, und die Stadtverwaltung betrieb den Umbau in ein Theaterhaus. Im Oktober 1985 wurde die Bühne mit dem Stück Mahabharata von Peter Brook eröffnet. Wenige Wochen später folgte eine Ballettinszenierung von Pina Bausch.
Für das zentrale Foyer wurde der mallorquinische Künstler Miquel Barceló beauftragt, eine Kuppel zu schaffen. 1990 ließ die Stadtverwaltung das Gebäude erweitern und einen neuen Saal namens Espacio B hinzufügen, der später Sala Ovidi Montllor benannt wurde.

## Gebäude
Stilistisch ist der Bau ein Beispiel für den Noucentisme, eine architektonische Ströming, die in der ersten Hälfte des 20. Jahrhunderts in Barcelona ihren Niederschlag fand. Er umfasst eine Fläche von 16.000 m². Er gliedert sich in fünf rechteckige Schiffe und zwei Galerien mit Arkaden rund um einen zentralen Innenhof. Gestaltet wurde der Bau von Josep María Ribas und Manuel María Mayol. Die achteckigen Türme und die mit Stuck und Keramik verzierten Fassaden erinnern stilistisch an die italienische Renaissance. Die bemalte Kuppel überspannt mit einem Durchmesser von 12 m einen kreisrunden Raum, der von Säulen gesäumt ist und von dem aus man in die Ausstellungsräume des Theaters gelangt.
Neben den bereits erwähnten Räumen umfasst der Bau die Säle Maria Aurèlia Capmany, Pina Bausch und Sebastià Gasch.

## Programm

Ballettaufführung im Mercat de les Flors, Compagnie Régine Chopinot, 1991

Das Programm umfasst ein breites Spektrum von Genres, darunter Theater, Tanz, Performance-Kunst und innovative Formate. Neben dem bereits erwähnten Peter Brook waren unter anderem die Regisseure Luca Ronconi, Peter Stein, Patrice Chéreau, Robert Lepage, Tadeusz Kantor, Calixto Bieito und Roger Bernat mit Arbeiten im Mercat de les Flors vertreten. Zahlreiche nationale und internationale Theater- und Tanzkompanien waren und sind auf der Bühne zu sehen.